# Кашіна Ґобба (станція метро)
Кашіна Ґобба (італ. Cascina Gobba MM) — це станція метро в Мілані, Лінія 2. Станція була відкрита 1969 року і до 1972-го була східною кінцевою зупинкою Лінії 2.
З 1999 року станція стає вузлом обміну з лінією автоматичного метро (італ. MeLA) в напрямку клініки Сан-Рафаеле (італ. Ospedale San Raffaele).
Станція розташована на вулиці Падуанській, на місці старовинної однойменної кашіни. Оскільки зупинка є в межах міської зони, тут діє звичайний міський квиток. Є паркувальна зона на 1600 місць.